# Josep Maria Bartomeu

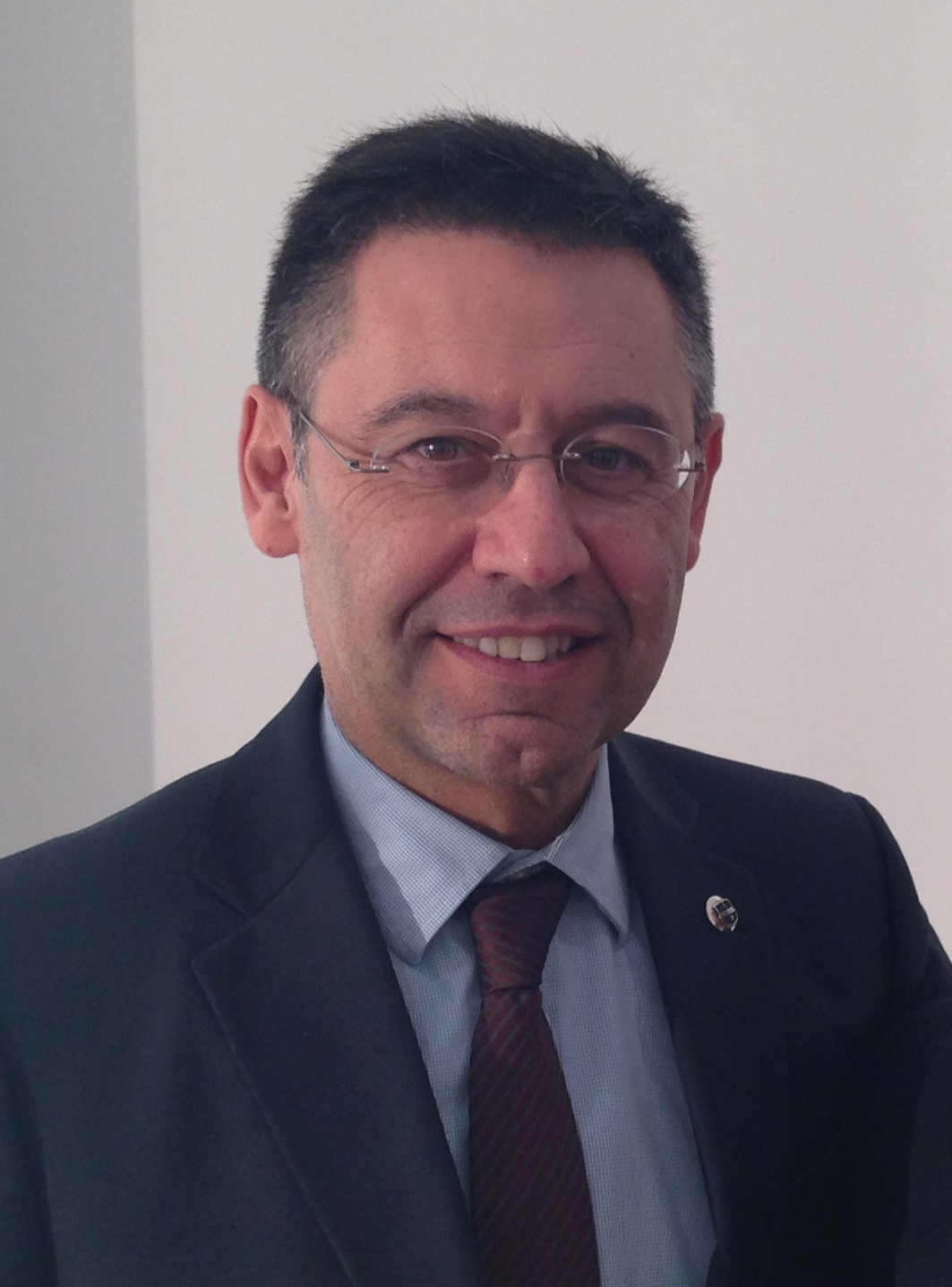
Josep Maria Bartomeu 2015

Josep Maria Bartomeu Floreta, född 6 februari 1963, är en spansk idrottsledare.
Bartomeu var mellan 2014 och 2020 FC Barcelonas president. Bartomeu blev vald till president efter Sandro Rosells avgång i januari 2014, och avgick själv i oktober 2020. Bartomeu har förutom fotbollen under några år på 2000-talet varit ansvarig för Barcelonas basket- och handbollssektioner.